# もしも、あの世にゆけたら
「もしも、あの世にゆけたら」（もしもあのよにゆけたら、Suicide Is Painless）は、1970年公開のアメリカ映画『M★A★S★H マッシュ』、およびテレビシリーズ『マッシュ』の主題歌。

## 概要
映画『M★A★S★H マッシュ』でホークアイやトラッパー・ジョンらは、悩みを抱えたウォルター・ワルドウスキー大尉（通称「ペインレス・ポール」）のために "最後の晩餐" の儀式をしつらえる。この場面で歌われる曲として本作品は作られた。
監督のロバート・アルトマンは、映画の音楽を担当したジョニー・マンデルに「歌のタイトルは『Suicide Is Painless』でなくちゃならないんだ。なぜなら実際ペインレスは薬を飲んで自殺を図るからね。いいタイトルだろう？ おまけにそれはこれまでに書かれたもの中でもっとも馬鹿げた曲でなくてはならない」と言い、マンデルは「わかった。馬鹿げた曲に仕上げるよ」と答えた。
作詞はアルトマンが取り組むこととなったが、「45にもなった大人の脳みそではとてもじゃないが歯が立たない」と2日でその作業を投げ出す。結果、彼の息子で当時14歳のマイケルに任せた。
映画の該当場面ではシードマン二等兵がギターの弾き語りで歌っている。アルトマンは主題歌としてもふさわしいと考え、「Suicide Is Painless」はジョン・バーラー、トム・バーラー、ロン・ヒックリン、イアン・フリーベアーン＝スミスという4人のセッション・シンガーによって吹き込まれた。
映画は1970年1月25日に公開され、本作品は同年3月24日にシングルとして発表された。アーティスト名義は「ザ・マッシュ」。日本では「もしも、あの世にゆけたら」という邦題がつけられた。
1972年から1983年まで続いたテレビシリーズ『マッシュ』でも主題歌として使われた。そのため1980年に再発盤がイギリスでシングル・チャートの1位を記録している。

## カバー・バージョン
|        | アーティスト名                       | レコード・CD                            |
| ------ | ------------------------------------ | --------------------------------------- |
| 1970年 | アンドレ・コステラネッツ             | 『Everything Is Beautiful』             |
| 1974年 | ロイ・エアーズ                       | 『Change Up the Groove』                |
| 1974年 | アーマッド・ジャマル                 | 『Jamalca』                             |
| 1975年 | ポール・デスモンド                   | 『Pure Desmond』                        |
| 1975年 | 101ストリングス・オーケストラ        | 『T.V. Themes』                         |
| 1980年 | フロイド・クレイマー                 | 『Dallas』                              |
| 1981年 | ビル・エヴァンス                     | 『You Must Believe in Spring』          |
| 1982年 | ジミー・スミス                       | 『Off the Top』                         |
| 1992年 | マニック・ストリート・プリーチャーズ | シングル                                |
| 2000年 | マリリン・マンソン                   | 映画『ブレアウィッチ2』サウンドトラック |
| 2003年 | ケレン・アン & バルディ・ヨハンソン  | 『Lady and Bird』                       |
| 2008年 | INO hidefumi                         | シングル                                |
| 2009年 | アマンダ・リア                       | 『Brief Encounters』                    |
| 2009年 | 大野雄二                             | 『Y.O. Connection』                     |
| 2011年 | ジェイ・ジェイ・ヨハンソン           | 『Spellbound』                          |